# Marwałd
Marwałd (niem. Marwalde) – wieś w Polsce położona w województwie warmińsko-mazurskim, w powiecie ostródzkim, w gminie Dąbrówno.
W latach 1954-1971 wieś należała i była siedzibą gromady Marwałd, po jej zniesieniu w gromadzie Dąbrówno. W latach 1975–1998 miejscowość administracyjnie należała do województwa olsztyńskiego.
Nazwa miejscowości jest identyczna z męskim imieniem germańskim Marwald. We wsi znajduje się szkoła podstawowa oraz ośrodek Markotu.

## Historia
Wieś powstała prawdopodobnie pod koniec XIII w., skoro w 1407 r. komtur ostródzki kupił dla Zakonu 60 włók w Marwałdzie. W 1428 roku dwaj Prusowie: Mikołaj i Jorge otrzymali siedem włok na prawie pruskim (zob. wieś pruska) w Marwałdzie. W 1470 r., za zasługi wojenne w wojnie trzynastoletniej mistrz Henryk von Richtenber nadał Nicklisowi Sperlingowi 60 włók. Z kronik wynika, że w latach 1480-1510 majątek ziemski należał do niejakiego Branischa, a w 1540 do Gabnenzta. Z tego okresu wymieniane są nazwiska mieszkańców: Janike (Janicki) i Schaluski (Załuski). W 1579 roku w Marwałdzie było 28 chłopów uprawiających 60 włok ziemi (od 1,5 do 3 włok każdy). W tym czasie we wsi była huta szkła, a do tutejszej parafii należało 10 wsi i majątków ziemskich (m.in. Dylewo, Jagodziny, Nowa Wieś, Pląchwy, Stare Miasto, Tułodziad). W 1579 tutejszym pastorem został Jan Pietroszka.  Od roku 1593 pastorem był Jakub Rutkowski. W 1630 na tutejszej parafii osiadł pastor Jan Hieronim. W roku 1638 obszar wsi zwiększono do 20 włók. Według danych z 1638 w Marwałdzie było 26 chłopów, każdy z nich posiadał dwie włoki i płacił czynsz w wysokości trzech grzywien. Od roku 1636 tutejszym pastorem był Krzysztof Rempuch. W 1657 r. wieś spustoszyli Tatarzy. Zniszczenia te były widoczne także w późniejszych latach. W roku 1700 aż 11 włók leżało odłogiem a 20 porośniętych było lasem. W latach 1657–1713 parafie w Marwałdzie obsługiwał pastor z Dąbrówna. W latach 1764–1800 proboszczem tutejszej parafii był Bartłomiej Mrąga, ojciec Krzysztofa Celestyna Mrongowiusza, który spędził tu dzieciństwo.
W 1721 r. do tutejszej parafii włączono kościół filialny w Dylewie, a w latach 1758-1767 także kościół w Elgnowie.
W 1820 r. we wsi były 23 domy i mieszkało tu 165 osób. W zapiskach z 1861 roku Marwałd określano jako wieś szlachecką, wraz z cegielnią liczyła 336 mieszkańców. Według danych z 1895 r. wieś obejmowała 439 ha gruntów a mieszkało w niej 516 osób. W 1886 r. powstała w Marwałdzie polska biblioteka Towarzystwa Czytelni Ludowych.
Przy parafii w roku 1903 zorganizowany został Zakład Wychowawczy Dobry Pasterz. Zakładem przez okres dwóch lat zarządzała rada parafialna, a później przeszedł pod nadzór państwa. W jego zarządzie pozostawali nadal duchowni z miejscowej parafii luterańskiej. Domem kierował od chwili jego otwarcia do roku 1945 diakon Gustav Jordahn. W 1939 r. we wsi mieszkało 665 osób.
W 1972 r. powstała katolicka Parafia Wniebowzięcia Najświętszej Maryi Panny, do której należy kościół filialny w Elgnowie.

## Zabytki
- W Marwałdzie znajduje się kościół z XIV wieku, po zniszczeniu przez Tatarów w 1657 odbudowany w stylu barokowym. Kościół był rozbudowany w 1876, reprezentuje kilka stylów architektonicznych. Wejście ozdobione trójarkadowym portalem, wnętrze nakryte pozornym sklepieniem kolebkowym, ołtarz główny barokowy. Obok prostokątna wieża z 1905 z dachem podwyższonym sześciokątną latarenką z hełmem i iglicą[8].

## Ludzie związani z miejscowością
W latach 1764–1800 pastorem był tu ojciec Krzysztofa Celestyna Mrongowiusza.